# Schnaitkapf
Der Schnaitkapf (auch Schnaitkopf) ist mit 920,3 m ü. NHN die höchste Erhebung im Landkreis Sigmaringen in Baden-Württemberg.

## Lage und Umgebung
Der Berg liegt westlich von Schwenningen auf dem Heuberg und gehört somit zur Schwäbischen Alb. Auf dem Gipfel des Schnaitkapfes befindet sich ein 70 Meter hoher Richtfunkturm, zu dessen Füßen die Wilhelmshütte, eine im Jahr 1939 erbaute Schutzhütte mit einem Grillplatz.

## Höhe
Höchste Erhebung im Landkreis Sigmaringen ist der Schnaitkapf im Norden bei Schwenningen mit 920,3 m ü. NHN, höchster nicht zur Schwäbischen Alb gehörender Berg ist mit 833 m ü. NHN der Höchsten im Süden.